# ميسانيبادا
ميسانيبادا أو ميش أني بادا ومعنى اسمه (المختار الصغير من قبل أن)، وهو أول ملك سومري لسلالة أور الآولى في القرن 25 ق.م حسب قائمة الملوك السومريين وألذي ثار ضد لوغال كيتون ملك أوروك وأصبح ملك سومر وحكم لمدة 80 سنة.
تقول الالواح الأثرية بأنه كانت تربطه علاقه مع ملك ماري لابيس لازولي وأنه قدم هدايا له ومن سلالته خرجت الملكة بوابي، كما أنه تكلمت بعض الألواح الأثريه عنه في كيش وعبيد.